# Zelma Gálvez
Zelma Velinda Gálvez Carrillo (Lima, 15 de junio de 1960) es una actriz cómica peruana, que alcanzó reconocimiento por ser una de las pocas mujeres en participar activamente en los programas humorísticos de su país, principalmente los del humorista Carlos Álvarez, desde finales de los años 1980.

## Biografía

### Primeros años
Nació el 15 de junio de 1960 en Lima, bajo el nombre completo de Zelma Velinda Gálvez Carrillo. Criada en el seno de una familia de clase media, estudió la facultad de administración de empresas en la Universidad Nacional Mayor de San Marcos y posteriormente, recibió talleres de actuación en la Escuela Nacional Superior de Arte Dramático.

### Trayectoria

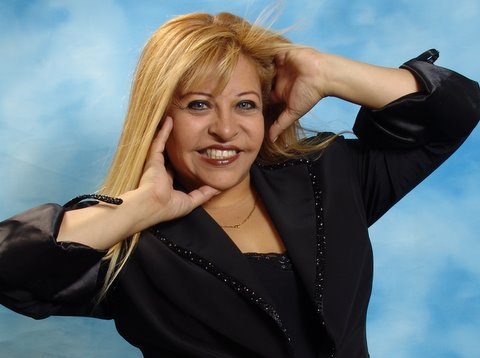
Gálvez en 2015.

Gálvez comenzó su carrera artística en el año 1982, participando en diferentes obras teatrales infantiles. Más tarde, funda su propia productora D'Promart en 1987, donde se desempeña como directora de la compañía, desarrollando en la elaboración de eventos y representación de algunos artistas del medio local, siendo Carlos Carlín uno de ellos.
Pero fue gracias a su amistad con el cómico Carlos Álvarez, donde alcanzaría al estrellato como parte del elenco de la comedia peruana Las mil y una de Carlos Álvarez en el periodo 1989-1997, ganando reconocimientos en la categoría «Mejor actriz cómica» y «Actriz revelación del año». Fruto de su fama como actriz cómica, volvería a trabajar con Álvarez en sus formatos El cártel del humor (2011-2014), Nadie se salva (2015), Habla bien (2016-2017), Oe ¿es en serio? (2019), Al diablo con la noticia (2019-2020) y La vacuna del humor (2020-2022), en las cuales Gálvez interpretaba a sus personajes cómicos dentro de ellas. 
Gálvez participó en 2005 en El tren mágico del humor junto a Álvarez. Luego, participó en la obra de teatro Amazonía y el bosque de maravillas en 2014 y al año siguiente lanzó su unipersonal La suerte de la fea, la bonita y la deseada como protagonista. Además, tuvo unas esporádicas apariciones en las películas Hasta que la suegra nos separe en el año 2016 y Soy inocente en 2023.
Fuera de su faceta cómica, participó junto a Álvarez en el programa Gisela, el gran show en 2014 como parte de la secuencia Mi hombre puede, y colaboró en diferentes proyectos con el cómico ambulante José Luis Cachay a partir de los años 2020.
Estrenó su segundo proyecto Bom Bom en 2018, al lado de Marcela Hinostroza, quién escribió la trama y se basa en temas de sexualidad.
Fue imagen comercial del show peruano Pesadilla, el circo del terror en 2017, en el cual se presenta diferentes secuencias con clásicos personajes de películas norteamericanas del mismo género.
Desde el año 2021 conduce su programa cómico propio Pindongo's Night para la plataforma YouTube, contando con la presencia de algunos alumnos de la Universidad Peruana de Ciencias Aplicadas. En ese mismo año, participó en el reparto del drama Una pipa para mamá al lado de Haydeé Cáceres.
Fue parte de la comedia Las visitas de un ánima bendita en 2022, en el cual obtuvo la nominación de «Mejor actriz de comedia» por parte de los Premios El Oficio Crítico sin conseguir el trofeo.

## Filmografía

### Televisión
| Año       | Título                          | Rol         | Notas                                        | Emisión            |
| --------- | ------------------------------- | ----------- | -------------------------------------------- | ------------------ |
| 1989-1998 | Las mil y una de Carlos Álvarez | Ella misma  | Actriz cómica                                | Frecuencia Latina  |
| 2003      | Teatro desde el teatro          | Desconocido | Actriz cómica                                | América Televisión |
| 2011-2014 | El cártel del humor             | Ella misma  | Actriz cómica                                | ATV                |
| 2014      | Gisela, el gran show            | Ella misma  | Participante de la secuencia Mi hombre puede | América Televisión |
| 2015      | Nadie se salva                  | Ella misma  | Actriz cómica                                | América Televisión |
| 2016-2017 | Habla bien                      | Ella misma  | Actriz cómica                                | América Televisión |
| 2019      | Oe ¿es enserio?                 | Ella misma  | Actriz cómica                                | ATV                |
| 2019-2020 | Al diablo con la noticia        | Ella misma  | Actriz cómica                                | Willax Televisión  |
| 2020-2022 | La vacuna del humor             | Ella misma  | Actriz cómica                                | Willax Televisión  |
| 2024      | El gran chef famosos            | Ella misma  | Participante                                 | Latina Televisión  |

### YouTube
| Año        | Título               | Rol        | Notas                        | Emisión          |
| ---------- | -------------------- | ---------- | ---------------------------- | ---------------- |
| desde 2021 | Pindongo's Night     | Ella misma | Actriz cómica y presentadora | Pindongo's Night |
| 2022       | Emprende y sorprende | Ella misma | Presentadora                 | Pyme Tv          |

### Teatro
- Amazonía y el bosque de las maravillas (2014)
- La suerte de la fea, la bonita y la deseada (2015)
- Bom Bom (2018)
- Una pipa para mamá (2021)
- Las visitas de un ánima perdida (2022)
- La casa se respeta (2024)[21]
- Ampay me encontré (2024)[22]

### Cine
- Hasta que la suegra nos separe (2016)
- Soy inocente (2023)

## Premios y nominaciones
| Año  | Premios                   | Categoría                 | Trabajo                         | Resultado | Ref.   |
| ---- | ------------------------- | ------------------------- | ------------------------------- | --------- | ------ |
| 2022 | Premios El Oficio Crítico | «Mejor actriz de comedia» | Las visitas de un ánima perdida | Nominada  | [ 18 ] |